# Halowe Mistrzostwa Stanów Zjednoczonych w Chodzie na 1 Milę 2010
Halowe Mistrzostwa Stanów Zjednoczonych w Chodzie na 1 milę 2010 – halowe zawody lekkoatletyczne, które odbyły się 29 stycznia w Madison Square Garden w Nowym Jorku.
Mistrzostwa rozegrano w ramach mityngu Millrose Games 2010.

## Rezultaty

### Mężczyźni
| 1. miejsce | Rezultat | 2. miejsce    | Rezultat | 3. miejsce   | Rezultat |
| Tim Seaman | 5:52,43  | Trevor Barron | 6:03,48  | Josh Wiseman | 6:19,13  |

Drugie miejsce w chodzie zajął Szwed – Andreas Gustafsson (5:54,97).

### Kobiety
| 1. miejsce   | Rezultat | 2. miejsce   | Rezultat | 3. miejsce     | Rezultat |
| Teresa Vaill | 6:52,54  | Maria Michta | 7:00,85  | Erin Bresnahan | 7:03,49  |

W chodzie zwyciężyła Kanadyjka – Rachel Lavallée Seaman (6:49,20).